# Contomastix
Genre
Contomastix est un genre de sauriens de la famille des Teiidae.

## Répartition
Les espèces de ce genre se rencontrent en Amérique du Sud.

## Liste des espèces
Selon The Reptile Database (28 mars 2020) :
- Contomastix celata Cabrera, Carreira, Di Pietro & Rivera, 2019
- Contomastix lacertoides (Duméril & Bibron, 1839)
- Contomastix leachei (Peracca, 1897)
- Contomastix serrana (Cei & Martori, 1991)
- Contomastix vacariensis (Feltrim & Lema, 2000)
- Contomastix vittata (Boulenger, 1902)

## Publication originale
- Harvey, Ugueto & Gutberlet, 2012 : Review of Teiid Morphology with a Revised Taxonomy and Phylogeny of the Teiidae (Lepidosauria: Squamata). Zootaxa, no 3459, p. 1–156.